# 12-я танковая дивизия (СССР)
12-я танковая дивизия — воинское соединение Вооружённых Сил СССР в Великой Отечественной войне входившая в состав 8-го механизированного корпуса 26-й армии Киевского Особого военного округа (с 22.06.1941 Юго-Западного фронта).

## История
12-я танковая дивизия (в/ч 6116) была сформирована в г. Стрый в составе 8-го механизированного корпуса 26-й армии Киевского Особого военного округа летом 1940 года на базе 23-й легкотанковой бригады. На укомплектование танковых полков дивизии пошли танковые батальоны бригады, 42-й танковый полк 34-й кавдивизии, два батальона 14-й ттбр, химрота 36-й лтбр. 10-й конно-артиллерийский дивизион 34-й кавдивизии был развернут в 12-й артполк. Мотострелковый полк формировался из двух кавполков (47-го и 168-го) 34-й кавдивизии. На укомплектование соответствующих частей дивизии были обращены также 80-й озад, 8-й оэс 34-й кд.
В состав 12-й танковой дивизии вошли 23-й и 24-й танковые полки, 12-й мотострелковый полк, 12-й гаубичный артиллерийский полк, а также ряд вспомогательных подразделений. На вооружении дивизии, помимо танков БТ, поступило 48 тяжёлых танков Т-35 из состава 34-й танковой дивизии корпуса, которая получила новую материальную часть, средние Т-34 и тяжёлые КВ-1. Командиром дивизии был назначен генерал-майор танковых войск Тимофей Андреевич Мишанин.
25—26 июня 1941 года 12-я танковая дивизия вошла в состав подвижной группы 8-го механизированного корпуса под командованием заместителя по политической части командира корпуса бригадного комиссара Н. К. Попеля. В течение 26—27 июня дивизия вела наступательные бои, имея против себя 16-ю танковую дивизии 48-го моторизованного корпуса 1-й танковой группы группы армий «Юг». В конце июня 12-я дивизия, 23-й и 24-й танковые полки 12-й танковой дивизии, 2-й мотоциклетный полк подвижной группы 8-го мехкорпуса были окружены и в течение недели вели оборонительные бои на коммуникациях 1-й танковой группы вермахта, тем самым сорвав её действия в районе Острога. После расформирования мехкорпуса в середине июля, дивизии стали отдельными.
Остатки подвижной группы 8-го мехкорпуса вышли из окружения совместно со 124-й стрелковой дивизией 27-го стрелкового корпуса 5-й армии Юго-Западного фронта в конце июля 1941 года в районе Белокоровичей, на позиции 22-го мехкорпуса 5-й армии.
Дивизия расформирована 15 августа 1941 года, на её базе созданы 2-я и 16-я танковые бригады.

## Состав
- Штаб дивизии, расквартирован в г. Стрый
- 23-й танковый полк — в/ч 6254 (майор Галайда, Наум Сергеевич), расквартирован в г. Дрогобыч
- 24-й танковый полк — в/ч 6407 (подполковник Волков, Пётр Ильич)
- 12-й мотострелковый полк — в/ч 6105 (полковник Сологубовский, Алексей Лукич, подполковник Куракин, Виктор Николаевич с 05.11.1940-1941)
- 12-й гаубичный артиллерийский полк — в/ч 6531 (майор Цешковский, Иван Иванович), расквартирован в г. Борислав (с 07.12.1940 г. Стрый)
- 12-й отдельный зенитный артиллерийский дивизион — в/ч 6540 (капитан Базырь, Николай Иванович)
- 12-й разведывательный батальон — в/ч 6283 (капитан Тертычный, Пётр Данилович)
- 12-й понтонно-мостовой батальон — в/ч 6340 (капитан Гришанов, Фёдор Леонтьевич)
- 12-й отдельный батальон связи — в/ч 6431 (капитан Курзин, Константин Иванович)
- 12-й медико-санитарный батальон — в/ч 6291 (военврач 3 ранга Д. Б. Красюк)
- 12-й автотранспортный батальон — в/ч 6123 (капитан Барчук, Макар Демьянович)
- 12-й ремонтно-восстановительный батальон — в/ч 6252 (майор Таратонкин, Георгий Иванович)
- 12-й рота регулирования — в/ч 6395 (лейтенант З. Н. Кошелев)
- 12-й полевой хлебозавод — в/ч 5891
- 379-я полевая почтовая станция
- 297-я полевая касса Госбанка

## Укомплектованность
Списочный состав дивизии к середине июня 1941 года:
26 КВ-2, 32 КВ-1, из них 15 с пушкой Л-11, 100 Т-34 с пушкой Л-11, 2 БТ-2, 5 БТ-5, 126 БТ-7, 41 Т-26, 20 ХТ, 17 Т-37, 52 Т-27; 54 БА-10, 25 БА-20.
Из них 42 БТ-7, 3 ХТ, 3 Т-37 и 14 Т-27 находились в ремонте на РБ и заводах.

## Командование

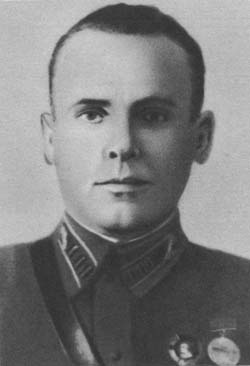
Командир 12-й танковой дивизии — полковник Фотченков, Пётр Семёнович

- Командир — полковник Фотченков, Пётр Семёнович (04.06.1940-19.07.1940), генерал-майор танковых войск Мишанин, Тимофей Андреевич, полковник Катков, Фёдор Григорьевич.
- Заместитель по строевой части — полковник Петров, Иван Иванович, полковник Нестеров, Евгений Дмитриевич.
- Заместитель по политической части — полковой комиссар Вилков Василий Васильевич (03.06.1940-8.07.1941), полковой комиссар Миронов Василий Михайлович (08.07.1941-02.08.1941), полковой комиссар Жуков Пётр Семёнович (02.08.1941-01.09.1941).
- Заместитель начальника отдела политпропаганды — старший батальонный комиссар Сверчков Пётр Фёдорович (03.06.1940-02.08.1941), батальонный комиссар Медведев Владимир Андреевич (17.08.1941-01.09.1941).
- Помощник по технической части — подполковник Свердло Георгий Тихонович (1898), убит в бою 26.06.1941 г. в районе Лешнюв. Похоронен в лесу севернее м. Броды.
- Начальник штаба — полковник Попов, Николай Алексеевич, 26.06.1941 г. убит в бою в районе м. Броды, похоронен в г.Тарнополе на городском кладбище, (в докладе генерал-лейтенанта Рябышева «Боевые действия 8-го мехкорпуса с 22 по 30.6.41 г.»: начальник штаба полковник Попов был задавлен в танке. В книге воспоминаний Н.К. Попеля "В тяжкую пору" Попель описывает как он нашёл тело полковника Попова у горсовета м. Бродны, разбомбленного фашистами: "В здании, у которого словно топором обрублен угол, судя по вывеске, размещался горсовет. Двери распахнуты. Сквозняк кружит по коридорам бумаги, поднимает к потолку пепел. Ящики столов выдвинуты, шкафы открыты. Ни души... За углом "эмка". В двух шагах от неё тело командира с кровавой раной на затылке. Мертвая рука не выпускает полевую сумку. Переворачиваю труп. Полковник Попов, начальник штаба дивизии. Беру сумку, вынимаю из кармана документы, неотправленное письмо, две фотокарточки..." [1]
- Начальник оперативного отделения — майор Свиридов Андрей Георгиевич (07.1940-11.1940?), майор Алексеев Митрофан Владимирович (с 07.05.1941 г., пропал без вести).
- Начальник разведывательного отделения — майор Швецов Виктор Васильевич[2].
- Начальник отделения связи — майор Исаев Александр Максимович, майор Крутиев Павел Иванович (1904), погиб 28.06.1941 г. в районе села Ситно.
- Начальник строевого отделения — старший лейтенант Химочкин Андрей Павлович.
- Начальник отделения тыла — майор Буренков Иван Степанович.
- Начальник артиллерии — майор Баранкин Александр Алексеевич.
  - Начальник штаба артиллерии — майор Рогачёв Филипп Иванович.
- Начальник инженерной службы — майор Владимиров Владимир Михайлович.
- Начальник химической службы — капитан Зильберман Арон Евсеевич.
- Начальник снабжения — майор Хомичук Яков Иосифович.
- Начальник снабжения ГСМ — капитан Кныш.

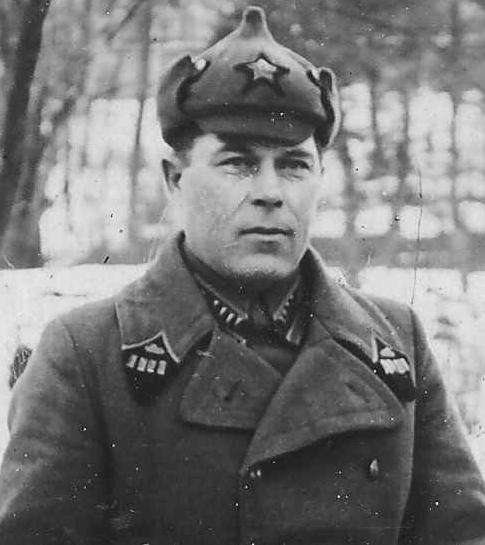
Начальник штаба 12. танковой дивизии — полковник Попов Николай Алексеевич (1897—1941)